# Fayza Ahmed
Fayza Ahmed (in arabo فايزة أحمد‎?; Damasco, 5 dicembre 1934 – Il Cairo, 24 settembre 1983) è stata una cantante e attrice siriana naturalizzata egiziana.
È considerata la voce dorata (Al-Saut al-Zahabi) della canzone araba. Ha collaborato con i migliori musicisti, cantanti e attori arabi del XX secolo. Ha cantato centinaia di canzoni e ha recitato in 6 film.

## Biografia
Faiza Ahmed è nata in a Sidone in Libano da un padre siriano e madre libanese. cresciuta a Damasco in Siria dove ha iniziato da giovanissima a cantare. Trasferita ad Aleppo, dove ha iniziato la propria carriera artistica attraverso la Radio pubblica di Aleppo. È stata sposata con il compositore Mohamed Sultan con il quale ha avuto 5 figli, e ha ottenuto la cittadinanza egiziana. È deceduta all'età di 48 anni, dopo una lunga lotta contro il cancro. 

### Discografia parziale
- Set El Habayeb Al Oum
- Bete's Al Leh Alaya?
- Asleh El Awtar
- Habeby Ya Metkarab
- The Very Best of Fayza Ahmed
- Oheboh Katheran
- Enta Mesafer
- Betsal Leh Alya
- Eshtatelak
- Tani
- Lesa Bahebak
- Hairan

### Filmografia
- 1957 "تمر حنة" (Tamr Henna, tamarindo)
- 1958 "امسك حرامي" (Emsek Harami, Acchiappa il ladro)
- 1959 "المليونير الفقير" (Al-Millionaire al-Fakir, il milionario povero)
- 1959 "ليلى بنت الشاطئ" (Leilet Beit al-Shatti, la notte della figlia di Shatti)
- 1959 "عريس مراتي" (Aris Merati, lo sposo di mia moglie)
- 1961 "أنا وبناتي"(Ana w Banat, Io e le mie figlie)
- 1963 "منتهى الفرح" (Montaha al-Farha, tutta la felicita')